# Ligne Kamaishi
La ligne Kamaishi (釜石線, Kamaishi-sen) est une ligne ferroviaire exploitée par la East Japan Railway Company (JR East), dans la préfecture d'Iwate au Japon. Elle relie la gare de Hanamaki à la gare de Kamaishi.

## Histoire
La ligne a été ouverte par étapes à partir de 1913 par le chemin de fer léger d'Iwate (岩手軽便鉄道). Elle est nationalisée en 1936. L'écartement était initialement de 762 mm, puis converti à 1 067 mm.

## Caractéristiques

### Ligne

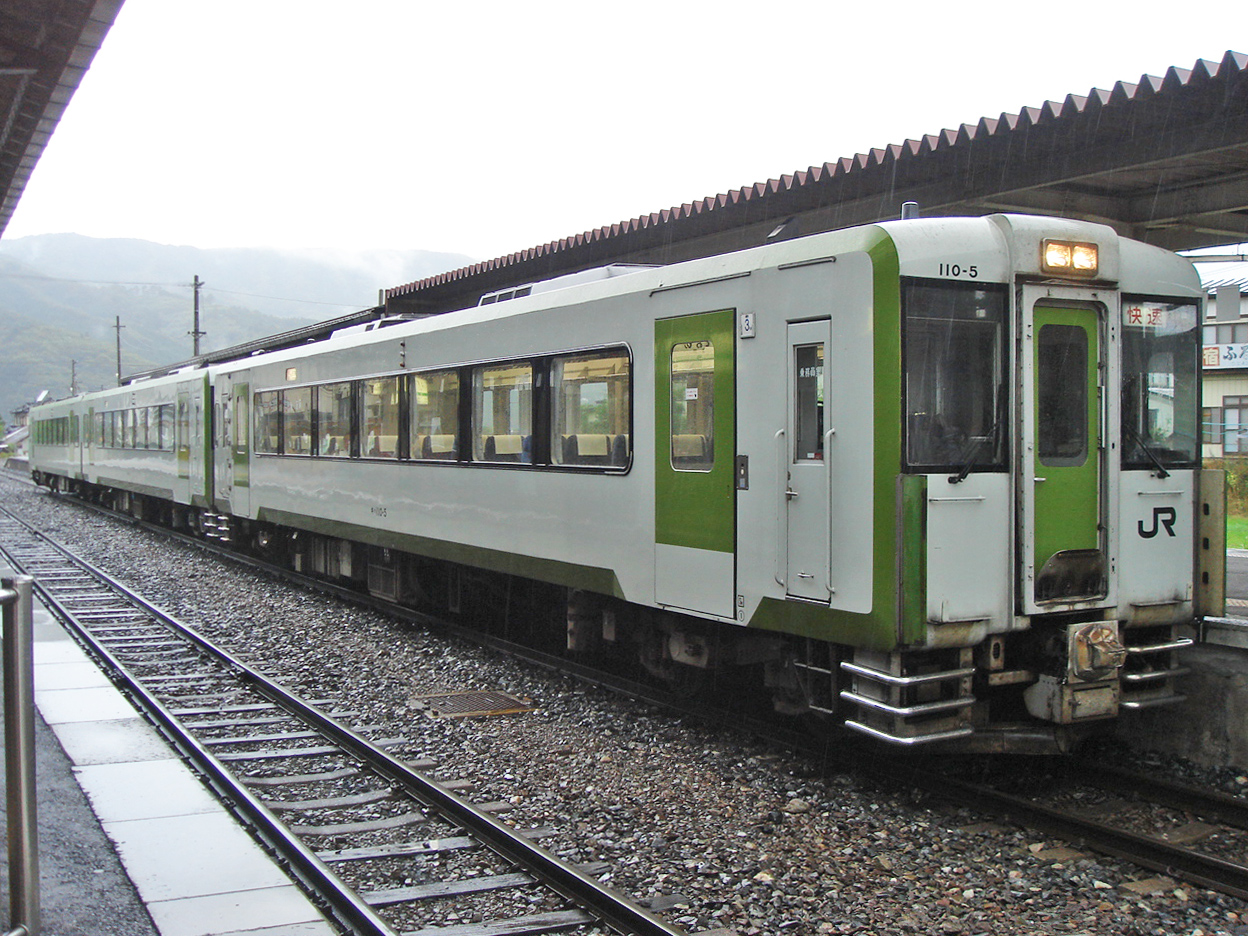
La ligne à Tōno.

- Longueur : 90,2 km
- Ecartement : 1 067 mm
- Nombre de voies : Voie unique

### Tracé
|  |

### Services et interconnexions
La ligne est parcourue par des trains omnibus, le train rapide Hamayuri et le train à vapeur SL Ginga (jusqu'en 2023).

### Liste des gares
| Gare               | Nom japonais | Distance (km) | Correspondances             | Localisation |
| ------------------ | ------------ | ------------- | --------------------------- | ------------ |
| Hanamaki           | 花巻         | 0             | JR East : Tōhoku            | Hanamaki     |
| Nitanai            | 似内         | 3,5           |                             | Hanamaki     |
| Shin-Hanamaki      | 新花巻       | 6,4           | JR East : Tōhoku Shinkansen | Hanamaki     |
| Oyamada            | 小山田       | 8,3           |                             | Hanamaki     |
| Tsuchizawa         | 土沢         | 12,7          |                             | Tōno         |
| Haruyama           | 晴山         | 15,9          |                             | Tōno         |
| Iwanebashi         | 岩根橋       | 21,7          |                             | Tōno         |
| Miyamori           | 宮守         | 25,1          |                             | Tōno         |
| Kashiwagidaira     | 柏木平       | 31,2          |                             | Tōno         |
| Masuzawa           | 鱒沢         | 33,6          |                             | Tōno         |
| Arayamae           | 荒谷前       | 36,4          |                             | Tōno         |
| Iwate-Futsukamachi | 岩手二日町   | 39,3          |                             | Tōno         |
| Ayaori             | 綾織         | 41,1          |                             | Tōno         |
| Tōno               | 遠野         | 46,0          |                             | Tōno         |
| Aozasa             | 青笹         | 50,3          |                             | Tōno         |
| Iwate-Kamigō       | 岩手上郷     | 53,8          |                             | Tōno         |
| Hirakura           | 平倉         | 56,6          |                             | Tōno         |
| Ashigase           | 足ヶ瀬       | 61,2          |                             | Tōno         |
| Kami-Arisu         | 上有住       | 65,4          |                             | Sumita       |
| Rikuchū-Ōhashi     | 陸中大橋     | 73,7          |                             | Kamaishi     |
| Dōsen (ja)         | 洞泉         | 79,6          |                             | Kamaishi     |
| Matsukura          | 松倉         | 83,2          |                             | Kamaishi     |
| Kosano             | 小佐野       | 86,5          |                             | Kamaishi     |
| Kamaishi           | 釜石         | 90,2          | Santetsu : Rias             | Kamaishi     |